# Adrien Iweins d'Eeckhoutte
Adrien-François-Marie-Joseph Iweins d'Eeckhoutte, né le 4 mars 1872 et mort le 3 mars 1939, est un homme politique belge de tendance catholique.

## Fonctions et mandats
- Conseiller communal de Roborst : 1912
- Échevin de Roborst : 1912
- Bourgmestre de Roborst : 1926
- Membre de la Chambre des représentants de Belgique : 1921-1925